# Marlin (Texas)
Marlin es una ciudad ubicada en el condado de Falls en el estado estadounidense de Texas. En el Censo de 2010 tenía una población de 5.967 habitantes y una densidad poblacional de 504,46 personas por km².

## Geografía
Marlin se encuentra ubicada en las coordenadas 31°18′29″N 96°53′35″O / 31.30806, -96.89306. Según la Oficina del Censo de los Estados Unidos, Marlin tiene una superficie total de 11.83 km², de la cual 11.7 km² corresponden a tierra firme y (1.09%) 0.13 km² es agua.

## Demografía
Según el censo de 2010, había 5.967 personas residiendo en Marlin. La densidad de población era de 504,46 hab./km². De los 5.967 habitantes, Marlin estaba compuesto por el 38.09% blancos, el 45.53% eran afroamericanos, el 0.52% eran amerindios, el 0.39% eran asiáticos, el 0.08% eran isleños del Pacífico, el 13.34% eran de otras razas y el 2.04% pertenecían a dos o más razas. Del total de la población el 23.71% eran hispanos o latinos de cualquier raza.